# Subarctische regio

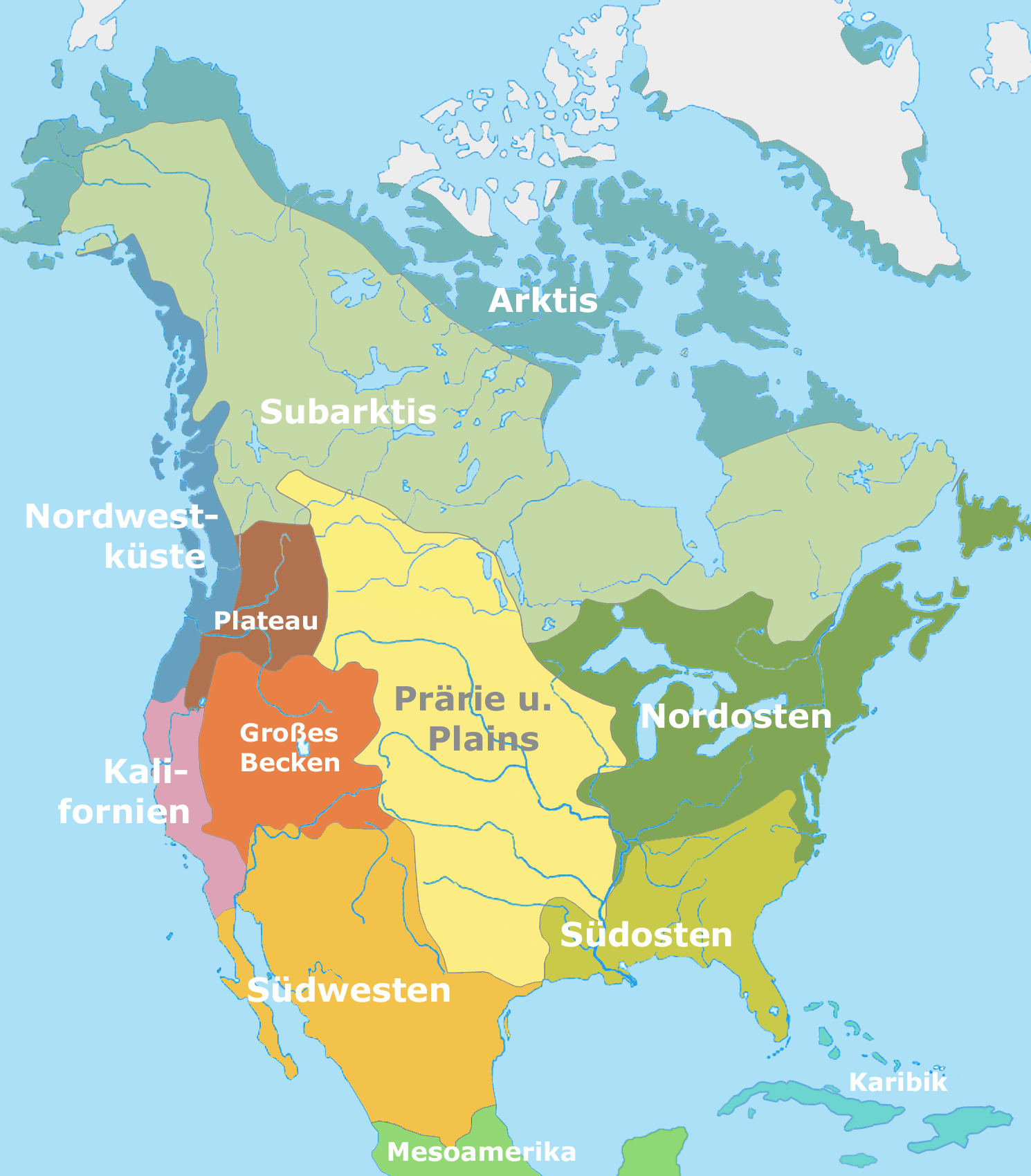
Kaart van de cultuurgebieden van de Noord-Amerikaanse indianen, naar Alfred L. Kroeber

De Subarctische regio is een van de tien cultuurgebieden waarin antropologen de culturen van de Noord-Amerikaanse indianen verdelen. Het gebied ligt ten zuiden van de Arctische regio en beslaat het binnenland van Alaska en grote delen van Canada. Ook sommige eskimovolken bewonen dit gebied, maar zij worden doorgaans tot de volkeren van de arctische regio gerekend.

## Natuur
De Subarctische culturen bevinden zich grotendeels binnen de zone van 5 miljoen km² taiga die zich uitstrekt van de arctische toendra in het noorden tot de bergen, vlakten en loofbossen in het zuiden, en van Labrador in het oosten tot bijna aan de Beringzee in het westen. De taiga is een landschap van naaldwouden en moerassen, doorsneden door talloze rivieren en bedekt met meren. De winters duren lang en de temperaturen dalen vaak tot −40 °C, terwijl in de zomer de temperatuur kan stijgen tot 30 °C. In het gebied komen rendieren, elanden, zwarte beren, dunhoornschapen, bevers en hazen voor, waarop gejaagd wordt voor het vlees. Veelvraten, otters, marters, Amerikaanse nertsen, wezels, muskusratten, lynxen, wolven, coyotes, vossen en andere dieren leveren bont voor de bonthandel.

## Geschiedenis
Tijdens de laatste ijstijd trokken voorouders van de huidige indianen over de Beringlandbrug  naar Amerika. Eerst bevonden ze zich alleen in Alaska, maar door het smelten van de ijskappen konden ze op den duur verder het continent intrekken. In de zeventiende eeuw ontstonden de eerste permanente Europese nederzettingen in de Subarctische regio. Deze behoorden tot de Franse kolonie Nieuw-Frankrijk, in 1763 overgenomen door Groot-Brittannië. Sinds de komst van de Europeanen hebben de bonthandel en christelijke missionarissen de culturen van de Subarctische regio sterk beïnvloed. Veel volken werden afhankelijk van goederen van de blanken en ruilden die tegen pelzen. De jacht naar pelzen werd een vast onderdeel in het jaarlijkse ritme. Het harde klimaat in de regio voorkwam dat veel blanken zich er vestigden en daarom leven veel Subarctische volkeren nog in hun vroegere woongebied, in tegenstelling tot veel indiaanse volkeren uit de Verenigde Staten.

## Cultuur
De volkeren van de Subarctische regio leefden als jager-verzamelaars in egalitaire samenlevingen met weinig bezittingen.  Ze leefden gewoonlijk in bands van 20-30 mensen die aan elkaar verwant waren en samen optrokken in een eigen jachtgebied. In de zomer kwamen verschillende bands samen op plaatsen waar zich voldoende vis of wild bevond om grotere groepen te voeden. In het westen woonden sommige volken, zoals de Deg Xitʼan, ’s winters in grotere dorpen en gingen ’s zomers in bands uiteen naar de jacht- en viskampen. 
Omdat de subarctische volkeren in de loop van de seizoenen steeds verhuisden, waren hun huizen vaak eenvoudig te maken van materiaal uit de natuur en makkelijk mee te nemen dierenhuiden. Vanwege verschillende tradities en natuurlijke omstandigheden was er in de subarctische regio een grote variatie aan behuizingen. De Ojibwe woonden in behuizingen van palen, overdekt met berkenbast. Veel Athabaskische volken uit het drainagebekken van de Noordelijke IJszee woonden in tipi's, conische tenten bedekt met huiden. In Noord-Alaska en bij de Yukon woonde men in koepelvormige structuren.

## Bevolking en talen
De Subarctische regio kent een extreem klimaat en wild is relatief schaars. De totale bevolking van het Canadese deel van de Subarctische regio bedroeg daarom waarschijnlijk niet meer dan 60.000 mensen en ook Alaska was dunbevolkt. De volken van het Subarctische gebied spraken meer dan 30 talen, die behoren tot twee grote taalfamilies. De sprekers van Athabaskische talen bewoonden het westen van de Subarctische regio,  terwijl de sprekers van Algonkische talen in het oosten woonden. Het westelijke gebied kende meer taalkundige variatie, mogelijk omdat het gebied ook een grotere natuurlijke variatie kende. De taal van de Beothuk in Newfoundland is niet met zekerheid geclassificeerd.
- Ahtna (Ahtena, Copper River)
- Anishinaabe
  - Oji-Cree
  - Ojibweg
  - Odaawaag (Ottawa)
- Atikamekw
- Bearlake
- Beothuk
- Chipewyan
- Cree
- Dakelh
  - Babine
  - Wet'suwet'en
- Deg Hit’an (Deg Xinag, Degexit’an, Kaiyuhkhotana)
- Dena’ina
- Dunneza (Beaver)
- Gwich'in (Kutchin, Loucheaux)
- Hän
- Hare
- Holikachuk
- Innu (Montagnais en Naskapi)
- Kaska (Nahane)
- Kolchan (Upper Kuskokwim)
- Koyukon
- Mountain
- Sekani
- Slavey
- Tagish
- Tahltan
- Lower Tanana
- Middle Tanana
- Upper Tanana
- Tanacross
- Tasttine (Beaver)
- Tlicho
- Inland Tlingit
- Tsetsaut (uitgestorven)
- Tsilhqot'in (Chilcotin)
- Northern Tutchone
- Southern Tutchone
- Yellowknives